# George Brydges Rodney, 1:e baron Rodney

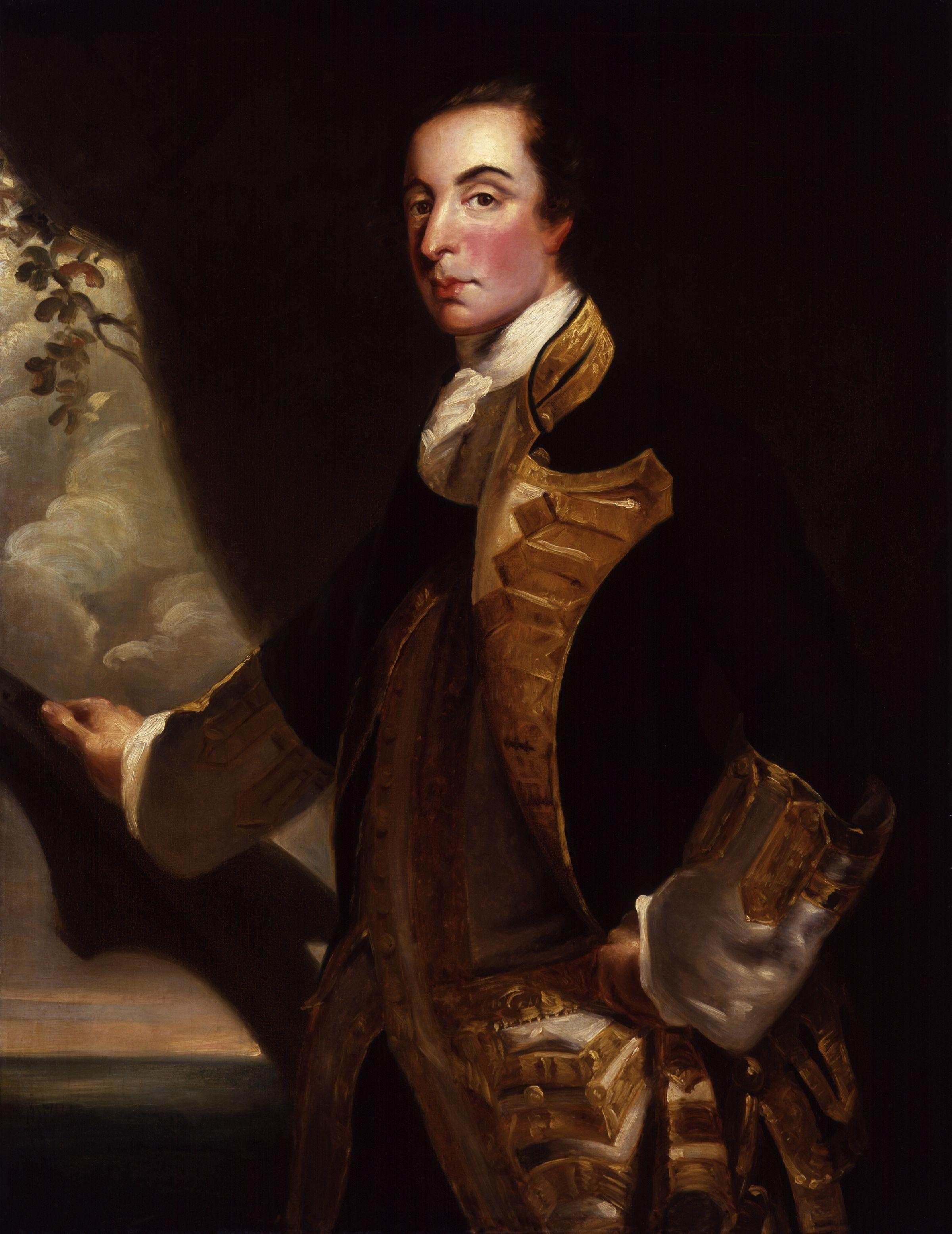
George Bridges Rodney, målad av Joshua Reynolds.

George Brydges Rodney, 1:e baron Rodney, född den 13 februari 1719, död den 24 maj 1792 i London, var en engelsk amiral.

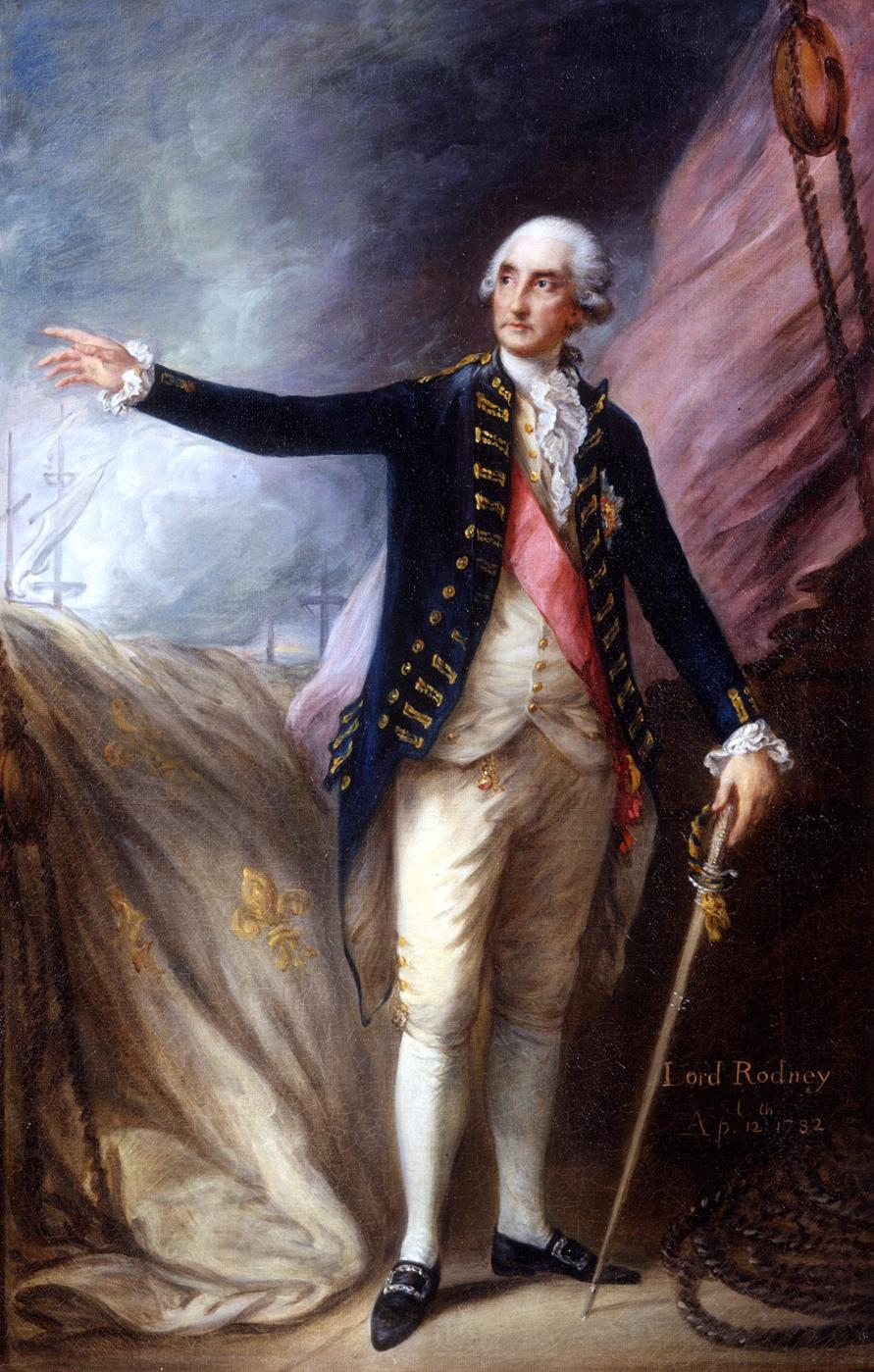
George Brydges Rodney, målad av Thomas Gainsborough.

Rodney inträdde 1732 i marinens tjänst och gjorde sina lärospån i de stora sjökrigen på 1740- och 1750-talen. Under Hawke skar han sina första lagrar vid Ouessant (14 oktober 1747), deltog 1758, under Boscawen, med utmärkelse i erövringen av Louisbourg på Kap Bretonön och förstörde 1759, då nyutnämnd konteramiral, fransmännens tyghus i Le Havre och de för en landstigning i England där samlade båtarna. Rodney blev 1761 befälhavare över engelska eskadern vid Leeward Islands i Västindien och intog 1762 Martinique samt flera av de smärre fransk-västindiska öarna (Saint Lucia, Grenada, Saint Vincent). Vid freden (1763) återvände han till England som viceamiral, möttes av parlamentets tacksägelser och erhöll 1764 baronettitel. Rodney var 1765-70 guvernör över marinhospitalet i Greenwich och 1771-74 högste befälhavare vid flottans station på Jamaica. Han hade 1751 invalts i underhuset, och de dryga valkostnaderna vid 1768 års val hade bragt honom på ekonomiskt obestånd, vilket föranledde honom att 1775-78 vistas i Frankrike. Rodney blev 1778 "Admiral of the White" och utsändes i december 1779 med en flotta till Västindien med order att på utresan söka undsätta Gibraltar. I en nattlig strid på höjden av Kap Sankt Vincent (16-17 januari 1780) förstörde han i grund en underlägsen spansk eskader under amiral Langara, undsatte därpå Gibraltar och kämpade på våren utan avgjord framgång mot franske amiralen de Guichen. Han intog 1782 den nederländska kolonin Saint Eustache, där han hänsynslöst konfiskerade mängder av neutrala och engelska handelsvaror, vilket sedan invecklade honom i trassliga processer med engelska köpmän. Samma år vann Rodney 12 april i sundet mellan Dominica och Îles des Saintes (söder om Guadeloupe) över franske amiralen de Grasse en lysande seger, som - trots att den ej nog energiskt fullföljdes - stadfäste Englands överlägsenhet i Västindien. Han drog under slaget fördel av en kastning av vinden och utförde med sina 35 skepp en genombrytning av fiendens linje (33 i storlek och fart överlägsna fartyg), vilken manöver gjorde epok i sjökrigets historia. Rodney upphöjdes samma år till peer (baron Rodney) och fick av parlamentet en årlig pension om 2 000 pund sterling, vilken vid hans död gjordes ärftlig för titelns innehavare. I Nordisk familjebok heter det: "Dåliga affärer och klen hälsa fördystrade R:s ålderdom. Han var en bland brittiska flottans största sjöhjältar, men kan ej fritagas från sådana karaktärsbrister som fåfänga, nöjeslystnad och egennytta."